# Alcide de Beauchesne
Pour les articles homonymes, voir Beauchesne.
 Alcide-Hyacinthe du Bois de Beauchesne (né à Lorient le 31 mars 1800, mort à Varennes-sur-Allier le 29 novembre 1873) fut gentilhomme de la chambre du roi sous Louis XVIII, chef de cabinet au département des beaux-arts de 1825 à 1830, puis chef de section aux Archives nationales.

## Biographie
Il est connu pour deux ouvrages :
1. Louis XVII, sa vie, son agonie et sa mort (1852), où il a raconté avec plus de couleur que de critique, la captivité du fils de Louis XVI. Il s'y intéresse (et après lui, des dizaines d'historiens en feront de même) à l'endroit où on aurait bien pu enterrer Louis XVII.
2. Vie de Mme Élisabeth, sœur de Louis XVI (publié en 1869) en 2 volumes à lire en ligne.

Beauchesne a non seulement exploité les Archives nationales (Archives de l’Empire, de l’Hôtel de Ville, de la Préfecture de Police), mais a eu accès aux mémoires de la duchesse de Tourzel grâce à sa petite-fille la duchesse Des Cars. Beauchesne affirme s’être mis en relation avec les personnes encore vivantes auxquelles le hasard de leur position ou les devoirs de leur charge avaient ouvert les portes de la prison de la Tour du Temple.